# RBCK1
RBCK1‏ (RANBP2-type and C3HC4-type zinc finger containing 1) هوَ بروتين يُشَفر بواسطة جين RBCK1 في الإنسان.